# Acanthopharsa
Acanthopharsa is een geslacht van wantsen uit de familie van de Tingidae (Netwantsen). Het geslacht werd voor het eerst wetenschappelijk beschreven door Knudson in 2018.

## Soorten
Het genus is monotypisch en bevat alleen de volgende soort:

- Acanthopharsa deltoides Knudson, 2018